# Ō Dorobō Jing
Джинг, король злодіїв (яп. 王ドロボウ, англ. Jing: King of Bandits) — аніме та манґа про підлітка Джинга, якого розшукують під іменем Король злодіїв, та його вірного птаха Кіра, які подорожують у пошуках нових пригод.
У 2002 році п'ять із семи оригінальних томів манґи були адаптовані в аніме-серіал, що складався з 13 епізодів. Серіал, вироблений Aniplex та анімований Studio Deen, транслювався на каналі NHK з 15 травня 2002 року по 14 серпня 2002 року. Обидві студії також створили оригінальну відеоанімацію з трьох частин, яка адаптувала четвертий том оригінальної манґи у 2004 році під назвою «Jing»: Король розбійників на сьомому небі (王ドロボウ JING in Seventh Heaven). Компанія Tokyopop ліцензувала оригінальну манґу та «Сутінкові казки» для англомовного видання в Північній Америці, а компанія ADV Films займалася ліцензуванням аніме-серіалу та оригінальної відеоанімації «Сьоме небо».

## Манґа
Манґу Джинг, король злодіїв створив відомий манґа-автор Юічі Камакура Намакура. Манґа розповідає про пригоди короля злодіїв Джинга та його вірного птаха Кіра.

## Аніме
Аніме-серіал, знятий режисером Хіроші Ватанабе про пригоди Джинга і його вірного помічника, альбатроса Кіра, що вміє розмовляти. Кольоровий, дзвінкий, дивовижно смішний серіал, який буде цікавий кожному любителю японської анімації